# Goodluck Jonathan

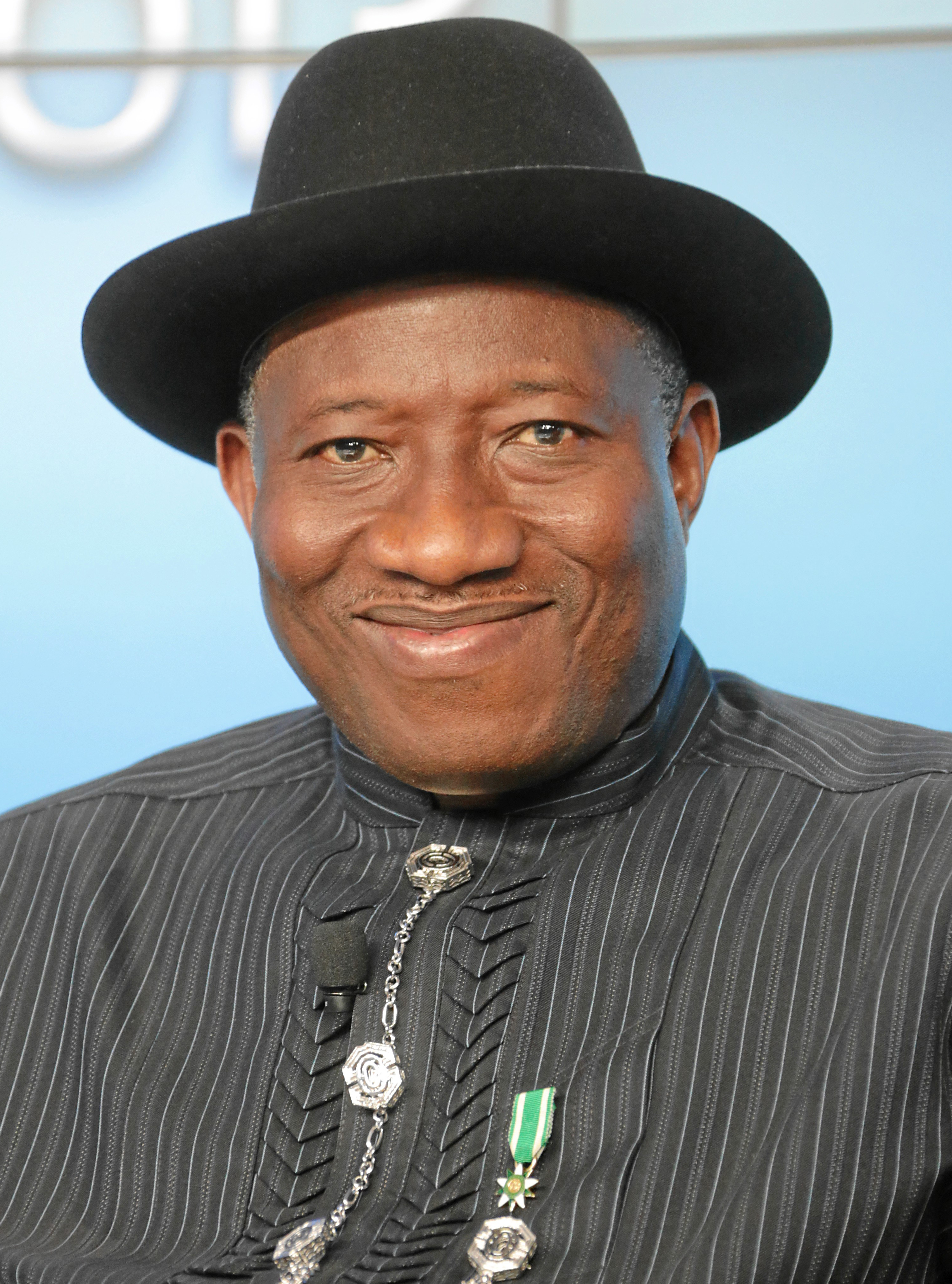
Jonathan während des WEFs 2013

Goodluck Ebele Jonathan (* 20. November 1957 in Otuoke, Nigeria) ist ein nigerianischer Politiker und war von 2010 bis 2015 Staatspräsident Nigerias. Von 2005 bis 2007 war er Gouverneur des nigerianischen Bundesstaates Bayelsa, ab 2007 bekleidete er das Amt des Vizepräsidenten von Nigeria.

## Leben
Jonathan, der aus dem christlich geprägten Nigerdelta stammt, selbst Christ ist und der Ethnie der Ijaw angehört, begann seine Ausbildung an der St. Stephen Primary School in Otuoke und an der St. Michael Primary School in Oloibiri, ab 1971 besuchte er die Mater Dei High School in Imiringi. Von 1975 bis 1977 war er Beamter der Zoll- und Steuerbehörde. 1977 schrieb er sich als Student beim Institut für Zoologie der neu gegründeten Universität Port Harcourt ein. Nachdem er sein Studium 1981 abgeschlossen hatte, wurde er Lehrer an der Community Secondary School in Iresi. Nach verschiedenen akademischen Tätigkeiten wurde Goodluck Jonathan 1993 stellvertretender Direktor der nicht mehr bestehenden Kommission für die Erschließung der Ölförderregionen (OMPADEC).
Jonathan ist bekannt für seinen typischen Fedora (Filzhut), der häufig von den Bewohnern des Nigerdeltas getragen wird.
Jonathan und seine Frau Patience Jonathan haben zwei Kinder.
Im Jahr 2007 gab Jonathan sein Vermögen mit einem Gesamtwert von ₦295.304.420 an (damals 8.569.662 US-Dollar).

## Politik
Als Mitglied der People’s Democratic Party wurde Goodluck Jonathan 1999 zum Vizegouverneur des Bundesstaates Bayelsa gewählt. Als der Gouverneur Diepreye Alamieyeseigha im Dezember 2005 wegen Korruptionsvorwürfen seines Amtes enthoben worden war, wurde Goodluck Jonathan sein Nachfolger. Inzwischen ermittelt die Kommission für Wirtschafts- und Finanzkriminalität (EFCC) jedoch auch gegen seine eigene Ehefrau, Patience Faka Jonathan.
Im Dezember 2006 wurde Umaru Yar’Adua von Delegierten der PDP zum Kandidaten für die Präsidentschaftswahlen im April 2007 gewählt. Dieser ernannte in Absprache mit der Parteiführung Goodluck Jonathan zu seinem Vizekandidaten (sog. running mate). Die beiden Kandidaten der PDP vertraten damit sowohl den muslimischen Norden als auch, durch Goodluck Jonathan, das christliche Nigerdelta. Am 23. April 2007 erklärte die nigerianische Wahlkommission das Kandidatenpaar mit 70 % der Stimmen zu den Siegern der Wahl. Jonathan trat sein Amt am 29. Mai 2007 an.
Am 20. April 2007 soll nach Angaben der Nachrichtenagentur AFP ein Anschlag auf Goodluck Jonathan verübt worden sein, als dieser sich in einem Hotel in der Stadt Yenagoa im südlichen Bundesstaat Bayelsa aufhielt. Der Politiker sei dabei aber nicht verletzt worden.
Nach einem Machtvakuum von über zwei Monaten aufgrund einer schweren Erkrankung Umaru Yar’Aduas ernannte das nigerianische Parlament Goodluck Jonathan am 9. Februar 2010 zum „amtierenden Staatspräsidenten“, der mit der vorübergehenden Führung der Amtsgeschäfte beauftragt ist. Bereits am 17. März löste er die Regierung auf.
Kurz nach Präsident Yar’Aduas Tod wurde Jonathan als neuer Präsident Nigerias vereidigt.
Am 30. Juni 2010 zog Jonathan die nigerianische Fußballnationalmannschaft aufgrund des Vorrundenausscheidens bei der Fußball-Weltmeisterschaft 2010 für zwei Jahre von allen internationalen Turnieren zurück und löste den Verband NFF auf, damit eine neue Mannschaft in Ruhe aufgebaut werden kann. Dies widerspricht jedoch den Statuten des Weltverbandes FIFA, die jede staatliche Einmischung in die Angelegenheiten der nationalen Verbände verbieten. Deshalb stellte FIFA-Sprecher Nicolas Maingot dem Präsidenten wenige Tage später ein Ultimatum bis zum 5. Juli 2010, die Entscheidung zurückzunehmen. Sollte dies nicht geschehen, würde Nigeria vom Weltverband suspendiert werden. Kurz vor Ablauf des Ultimatums hob Jonathan die Entscheidung auf, so dass Nigeria weiter FIFA-Mitglied bleiben durfte.
Goodluck Jonathan gewann im April die Präsidentschaftswahlen 2011. Trotz Unruhen mit hunderten Toten bewerteten Beobachter die Wahl als die fairste seit mehr als zehn Jahren. Am 29. Mai 2011 wurde er zum zweiten Mal innerhalb eines Jahres als nigerianischer Präsident vereidigt.
2013 verschärft seine Regierung die Kriminalisierung homosexueller Handlungen und wird hierbei unter anderem von der katholischen nigerianischen Bischofskonferenz unterstützt.
Bei den Präsidentschaftswahlen 2015 unterlag Jonathan seinem Herausforderer und vormaligen Staatspräsidenten Muhammadu Buhari.

## Zeit vor der Präsidentschaft (1998–2010)
Bevor er 1998 in die Politik ging, arbeitete Jonathan als Bildungsinspektor, Dozent und Umweltschutzbeauftragter. Seine politische Karriere begann, als er sich Ende der 1990er Jahre der neu gegründeten People's Democratic Party (PDP) anschloss. Jonathan ging in die Politik, als General Sani Abacha, der von 1993 bis 1998 als militärischer Staatschef Nigerias regierte, im Amt starb.
Bei den Gouverneurswahlen 1999 im Bundesstaat Bayelsa kandidierte Diepreye Alamieyeseigha für die Peoples Democratic Party und wählte Jonathan zu seinem Vizekandidaten. Alamieyeseigha gewann die Wahl und wurde im Mai 1999 der erste zivile Gouverneur des Bundesstaates Bayelsa. 2003 wurden sie wiedergewählt, und Jonathans Fleiß und Loyalität ihm gegenüber brachten ihm die Anerkennung als Nigerias fleißigster Vizegouverneur ein.
- Regierungs- und Amtszeiten

Am 29. Mai 1999 wurde Jonathan als stellvertretender Gouverneur von Bayelsa vereidigt. Er trat zusammen mit Diepreye Alamieyeseigha, der als Gouverneur des Bundesstaates auf der Plattform der PDP antrat, ins Amt. Jonathan war bis Dezember 2005 stellvertretender Gouverneur. Am 9. Dezember 2005 wurde Jonathan, der damalige stellvertretende Gouverneur, als Gouverneur des Bundesstaates Bayelsa vereidigt, nachdem Gouverneur Diepreye Alamieyeseigha vom Repräsentantenhaus des Bundesstaates Bayelsa abgesetzt worden war, nachdem ihm im Vereinigten Königreich Geldwäsche vorgeworfen worden war.

## Vize-Präsidentschaft (2007–2010)
Als Vizepräsident hielt sich Jonathan sehr bedeckt. Er war sich der verfassungsmäßigen Grenzen des Vizepräsidentenamtes bewusst, nahm aber an Kabinettssitzungen teil und war laut Gesetz Mitglied des Nationalen Sicherheitsrats, des Nationalen Verteidigungsrats, des Bundesexekutivrats und Vorsitzender des Nationalen Wirtschaftsrats.

### Reihenfolge der Nachfolge
Jonathan wurde am 9. Februar 2010 zum amtierenden Präsidenten Nigerias ernannt, nachdem der Senat Nigerias aufgrund einer umstrittenen Notwendigkeitsdoktrin aufgrund der medizinischen Behandlungsreise von Präsident Yar'Adua nach Saudi-Arabien im November 2009 eine Entscheidung getroffen hatte. Am 10. Februar 2010, seinem ersten Tag als amtierender Präsident, kündigte Jonathan eine kleinere Kabinettsumbildung an.
Gemäß der Nachfolgeregelung in der nigerianischen Verfassung wurde Jonathan nach dem Tod von Präsident Yar'Adua am 5. Mai 2010 als amtierender Präsident am 6. Mai 2010 als Präsident der Bundesrepublik Nigeria vereidigt. Am 18. Mai 2010 genehmigte die Nationalversammlung Jonathans Nominierung des Gouverneurs des Bundesstaates Kaduna, Namadi Sambo, als seinen Nachfolger als Vizepräsident. Anlässlich der Parlamentswahlen 2011 nahmen Jonathan und Vizepräsident Sambo an politischen Veranstaltungen teil und bereisten das Land, um für das höchste Amt des Landes Wahlkampf zu machen.
Ein Jahr später, am 29. Mai 2011, wurde er als Präsident Nigerias und Oberbefehlshaber der nigerianischen Streitkräfte vereidigt und wurde damit das 14. Staatsoberhaupt Nigerias. In seiner Antrittsrede erklärte er, dass sich seine Regierung auf eine Transformationsagenda konzentrieren werde und versprach, die Umsetzung des politischen Rahmens der Sieben-Punkte-Agenda von Präsident Yar'Adua fortzusetzen. Als Schwerpunkte seiner Amtszeit nannte er die Bekämpfung der Korruption sowie Macht- und Wahlreformen. Er erklärte, sein Amt sei unter „sehr traurigen und ungewöhnlichen Umständen“ angetreten.

## Ehrungen Auszeichnungen
Lifetime Award
Sunhak Peace Prize, Founders Award 2025